# The Times
The Times ist eine überregionale Tageszeitung aus dem Vereinigten Königreich, die in London erscheint und dort auch ihren Sitz hat. Sie wurde 1785 unter dem Titel The Daily Universal Register gegründet und nahm am 1. Januar 1788 ihren heutigen Namen an. Die Times und ihre Schwesterzeitung The Sunday Times (gegründet 1821) werden von Times Newspapers herausgegeben, die seit 1981 eine Tochtergesellschaft der News UK ist, die wiederum zu 100 % zu News Corp. gehört. Die Times und die Sunday Times, die keine gemeinsame Redaktion haben, wurden unabhängig voneinander gegründet und haben erst seit 1966 gemeinsame Eigentümer.
The Times war die erste Zeitung, die diesen Namen trug, den später auch zahlreiche andere Blätter auf der ganzen Welt nutzten wie z. B. The Times of India (gegründet 1838 als The Bombay Times), The Straits Times (Singapur 1845), The New York Times (gegründet 1851) und The Irish Times (gegründet 1859). In Ländern, in denen diese anderen Titel populär sind, wird The Times oft als The London Times oder als The Times of London bezeichnet. Sie gilt als eine der wichtigsten Zeitungen im Vereinigten Königreich.

## Geschichte

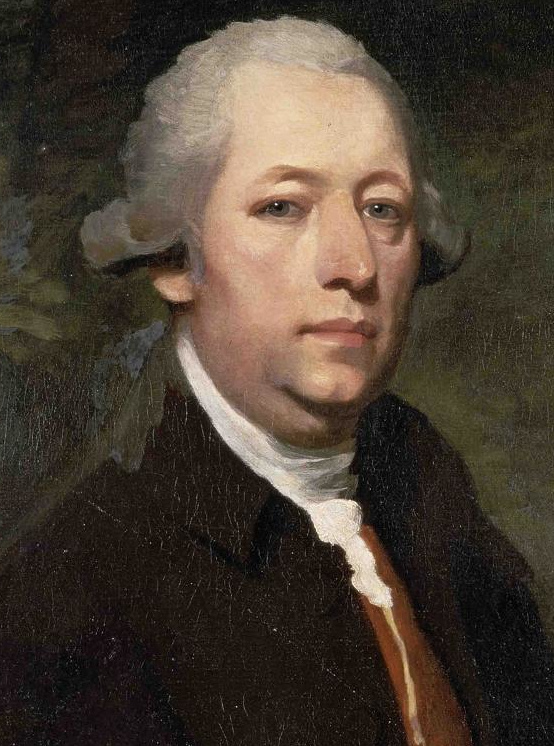
John Walter der Ältere

The Times wurde vom Buchdrucker John Walter am 1. Januar 1785 als The Daily Universal Register gegründet. Sie änderte ihren Titel am 1. Januar 1788 in The Times. John Walter war auch der erste Herausgeber der Zeitung. Anfangs hatte das Blatt nur einen geringen Ruf, erst als Walters Sohn, John Walter der Jüngere, 1803 die Herausgabe des Blattes übernahm, änderte sich dies. Bis zu seinem Tode 1847 war der jüngere Walter für die Times tätig. Bereits zu Beginn seiner Tätigkeit fasste er den Entschluss, die Times unabhängig von Regierung und Parteien zu machen, was ihm aber schwer gemacht wurde. Unter anderem durfte er die Regierungspaketschiffe nicht benutzen, um seine Korrespondenzen zu erledigen. Deshalb organisierte er einen eigenen Dienst mit Fahrzeugen, Brief- und Eilboten.
Am 29. November 1814 wurde die Times erstmals und als erste Zeitung der Welt mit einer dampfbetriebenen Schnellpresse der Deutschen Friedrich Koenig und Andreas Friedrich Bauer gedruckt, was einen Meilenstein in der Geschichte der Drucktechnik darstellte und die Herstellung von 1.100 Exemplaren pro Stunde erlaubte. Damit wurde zugleich die Ära der „Massenblätter“ eingeläutet.

Um die Jahrhundertwende übermittelte eine Redaktion in England die aktuellen Kernnachrichten der Times an deutsche Empfänger. So beschreibt der Funkpionier Eugen Nesper den Empfangsvorgang 1904:
„… wir fanden eine Menge sauberer Morsestreifen sowie die neueste Nummer der ‚Times‘, aus der die letzten Meldungen mittel Lockklingel und ohne drahtlose Signale in Anspruch zu nehmen, abgetippt waren.“
Auch der Mangel an politischer Konsequenz, den man der Times mitunter vorwarf, konnte ihrem Erfolg keinen Abbruch tun. Ihr Einfluss wurde erst erschüttert, als die so genannten Pennyzeitungen (insbesondere The Daily Telegraph, Morning Star und The Standard) erschienen, die nicht nur einen weit größeren Leserkreis gewinnen konnten, sondern die Times auch zwangen, den Preis für das Blatt auf drei Pence zu senken. Anfang des 20. Jahrhunderts wurde die Auflage auf etwa 75.000 Exemplare geschätzt. Seit 1877 erscheint sie auch in einer Wochen- und in einer zweitägigen Ausgabe.
1966 kaufte die Thomson-Gruppe die Times von Lord Astor of Hever und der Gründerfamilie Walter. In der Zeit vom 1. Dezember 1978 bis zum 12. November 1979 war das Erscheinen der Times für annähernd ein Jahr wegen eines Arbeitskampfes eingestellt, der sich an der geplanten Stellenstreichung durch die Modernisierung der Druckerei entzündet hatte.
Eine Besonderheit bis in die 1970er-Jahre war die Gestaltung der ersten Seite, welche den kleinen Anzeigen gewidmet war, als wäre die Times nicht eine der besten Zeitungen der Welt, sondern ein persönliches Forum oder ein öffentlicher Briefkasten.

## Besitzergeschichte
Die Zeitung gehörte seit 1981 zum Medienkonglomerat News Corporation von Rupert Murdoch. Er erwarb sie am 13. Februar 1981 von der Thomson-Gruppe, die die Times und die Sunday Times wegen Schwierigkeiten mit den britischen Gewerkschaften und Ertragsschwächen verkaufen wollte. In den 1980er Jahren verließen deshalb mehrere prominente Redakteure und Korrespondenten die Zeitung und wechselten zum neu gegründeten The Independent, unter anderem der bekannte Nahostkorrespondent Robert Fisk.
Im Oktober 2011 betrug die Auflage der Times ca. 417.000 Exemplare. Nach 216 Jahren als Broadsheet-Zeitung erscheint die Times seit dem 6. November 2004 im kompakten Tabloid-Format. Seit dem 6. Juni 2006 gibt es auch eine eigene US-Ausgabe der Times, die in New York City gedruckt wird.
Seit Juni 2010 kostet der Webzugriff auf die Times sowie die Sunday Times pro Tag 1 Pfund oder 2 Pfund pro Woche. Die Umstellung auf das Bezahlmodell hatte gravierende Auswirkungen auf die Anzahl der Leser. So berichtete der britische Konkurrent The Guardian basierend auf eigenen Berechnungen, es seien lediglich zehn Prozent der früheren Leser verblieben. Dies habe massive Auswirkungen auf die Werbeeinnahmen, der Marktanteil bei den online verfügbaren Zeitungen sei von 15 % auf unter 1 % geschrumpft.

## Herausgeber
- John Walter (der Ältere) (1785–1803)
- John Walter (der Jüngere) (1803–1809)
- John Stoddart (1809–1817)
- Thomas Barnes (1817–1841)
- John Delane (1841–1877)
- Thomas Chenery (1877–1884)
- George Earle Buckle (1884–1912)
- Geoffrey Dawson (1912–1919)
- Henry Wickham Steed (1919–1922)
- Geoffrey Dawson (1923–1941)
- Robert McGowan Barrington-Ward (1941–1948)
- William Francis Casey (1948–1952)
- William Haley (1952–1966)
- William Rees-Mogg (1967–1981)
- Harold Evans (1981–1982)
- Charles Douglas-Home (1982–1985)
- Charles Wilson (1985–1990)
- Simon Jenkins (1990–1992)
- Peter Stothard (1992–2002)
- Robert Thomson (2002–2007)
- James Harding (2007–2012)[12]
- John Witherow (seit Januar 2013)

## Bekannte Redakteure und Korrespondenten
- William Howard Russell (Krimkrieg 1854–56, Sezessionskrieg 1861–65)
- Philip Graves (u. a. Konstantinopel 1908–1914 und ab 1919)
- Robert Fisk (Nahost (Beirut), wechselte 1988 zum Independent)
- Henri Opper de Blowitz (Pariser Chefkorrespondent ab 1873)

## Sonstiges
Für die Zeitung wurde die bekannte Schriftart Times New Roman entwickelt.